# Bastoni (cognome)
Bastoni è un cognome di lingua italiana.

## Varianti
Bastone.

## Origine e diffusione
Cognome tipicamente panitaliano, è presente prevalentemente al Centro-Nord.
Potrebbe derivare dal termine bastone, dal tardo latino bastum, "palo". Presenta affinità coi cognomi Mattarello, Randello e Scipione.
La variante Bastone è meridionale.

## Persone
- Alessandro Bastoni (1999) – calciatore italiano dell'Inter
- Simone Bastoni (1996) – calciatore italiano dello Spezia
- Raffaele Bastoni (1925-1992) – canoista italiano
- Steve Bastoni (1966) – attore italiano naturalizzato australiano